# Eocentrocorynus gracilicornis
Eocentrocorynus gracilicornis es una especie de coleóptero de la familia Attelabidae.

## Distribución geográfica
Habita en Birmania, Vietnam y China.